# Кичкирівська волость
Кичкирівська волость — адміністративно-територіальна одиниця Радомисльського повіту Київської губернії з центром у селі Кичкирі. Особливістю волості було те, що вона з усіх боків оточувала повітове місто і включала до свого складу зокрема і передмістя Радомишля Микгород та Папірню.
Станом на 1900 рік складалася з 48 поселень — 19 сіл, 7 хуторів, 11 німецьких колоній, 9 урочищ, 1 слободи, 1 фільварка. Населення — 15118 осіб (7659 чоловічої статі та 7459 — жіночої).
|                     | Площа, десятин | У тому числі орної, дес. |
| ------------------- | -------------- | ------------------------ |
| Сільських громад    | 15786          |                          |
| Приватної власності | 13687          |                          |
| Казенної власності  | 277 (церковні) | —                        |
| Іншої власності     | -              |                          |
| Загалом             | 33559          | 17831                    |

Основні поселення волості:
- Кичкирі — селянське село за 7 верст від повітового міста, 782 особи, 139 дворів, православна церква, церковно-парафіяльна школа, водяний млин з 3 поставами, приймальний покій, фельдшер, казенна винна лавка, хлібний магазин (склад). Був пожежний обоз.
- Борщів — власницьке село за 7 верст від повітового міста, 1025 осіб, 193 двори, православна церква, церковно-парафіяльна школа, водяний млин, 3 кузні, хлібний магазин. Був пожежний обоз.
- Верлоок — власницьке село за 4 версти від повітового міста, 829 осіб, 127 дворів, православна церква, каплиця, школа грамоти, хлібний магазин. Був пожежний обоз.
- Глиниця — селянська село за 10 верст від повітового міста, 672 особи, 120 дворів, каплиця, 2 кузні, хлібний магазин. Був пожежний обоз.
- Забілоччя — власницьке село за 15 верст від повітового міста, 1600 осіб, 372 двори, православва церква, церковно-парафіяльна школа, вітряк, 3 кузні. казенна винна лавка, запасний хлібний магазин. Був пожежний обоз.
- Кочерів — власницьке село за 17 верст від повітового міста, 1645 осіб, 288 дворів, поштово-телеграфна та поштова земська станції, православна церква, каплиця, церковно-парафіяльна школа, фельдшер, 4 кузні, запасний хлібний магазин. Був опжежний обоз.
- Лутівка — власницьке село за 1 версту від повітового міста, 752 особи, 147 дворів, каплиця, школа грамоти, водяний млин, вітряк, з шкіряні заводи, 3 цегельні, 3 кузні, хлібний магазин. Був пожежний обоз.
- Мала Рача — власницьке село за 5 верст від повітового міста, 896 осіб, 160 дворів, 2 водяні млини на 2 простави, 2 кузні, школа грамоти, хлібний магазин. Був пожежний обоз.
- Минини — власницьке село за 10 верст від повітового міста, 1057 осіб, 164 двори, православна церква, школа грамоти, кузня. Був пожежний обоз.
- Ставки — власницьке село за 8 верст від повітового міста, 1343 особи, 245 дворів, православна церква, каплиця, 1-класна народна міністерська школа, водяний млин Міністерства державних маєностей, 2 кузні, запасний хлібний магазин. Пожежний обоз. У жовтні 1899 року у Ставках було відкрито сільськогосподарські та ремісничі класи імені Антоніни Петрівни Піхно, належні Міністерству Землеробства та державних маєтностей.

Дещо раніше, наприкінці ХІХ ст., до складу волості увійшли ряд поселень ліквідованої Ставицької волості (Гута-Забілоцька, Забілоччя, Кочерів), натомість до Коростишівської волості відійшли села Городське та Козіївка.